# غلوجة (عباس الشرقي)
غلوجة (بالفارسية: گلوجه) هي منطقة سكنية تقع في إيران في قسم عباس الشرقي الريفي. يقدر عدد سكانها بـ 84 نسمة .